# Lee Yen Hui Kendrick
Lee Yen Hui Kendrick (* 8. Oktober 1984) ist ein singapurischer Badmintonspieler.

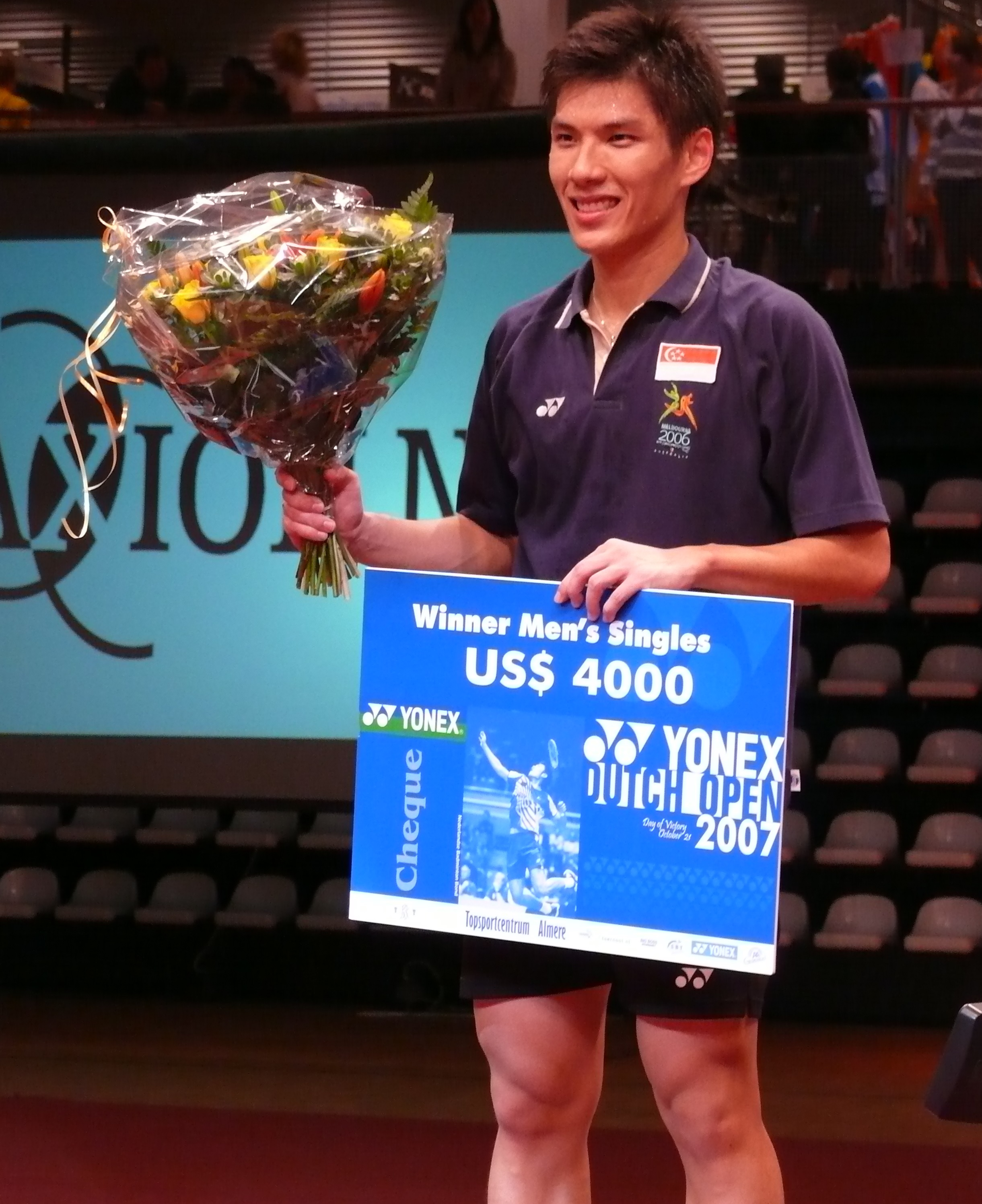
Kendrick Lee

## Karriere
Lee Yen Hui Kendrick stand 2002 bei den Juniorenweltmeisterschaften im Finale, unterlag dort jedoch und gewann Silber. Die Mauritius International 2004 konnte er dann bereits bei den Erwachsenen für sich entscheiden. Die US Open 2004 gewann er ebenfalls. 2007 war er bei den Dutch Open erfolgreich und gewann Silber bei den Südostasienspielen.

## Sportliche Erfolge
- Juniorenweltmeisterschaften 2002 – Finalist
- Luster Malaysia International 2003 – Semifinalist
- Nokia Polish Open Open 2003 – Semifinalist
- Iran Fajr International 2004 – Semifinalist
- OCBC/YONEX US Open 2004 – Sieger
- Cheers Asian Satellite Singapore 2004 – Sieger
- Smiling Fish Asian Satellite 2004 – Sieger
- Mauritius International 2004 – Sieger
- Thailand Asian Satellite 2004 – Sieger
- Cheers Asian Singapore Satellite 2005 – Semifinalist
- Bitburger Luxembourg Open 2006 – Finalist
- Equinox New Zealand Open 2006 – Semifinalist
- Chinese Taipei Open 2006 – Semifinalist
- SEA Games 2007 – Finalist
- Dutch Open 2007 – Sieger
- DJARUM Indonesia Open 2007 – Viertelfinalist
- AVIVA Singapore Open 2007 – Viertelfinalist
- Proton Malaysia Super Series 2008 – Viertelfinalist